# Площа Каталонії (Барселона)

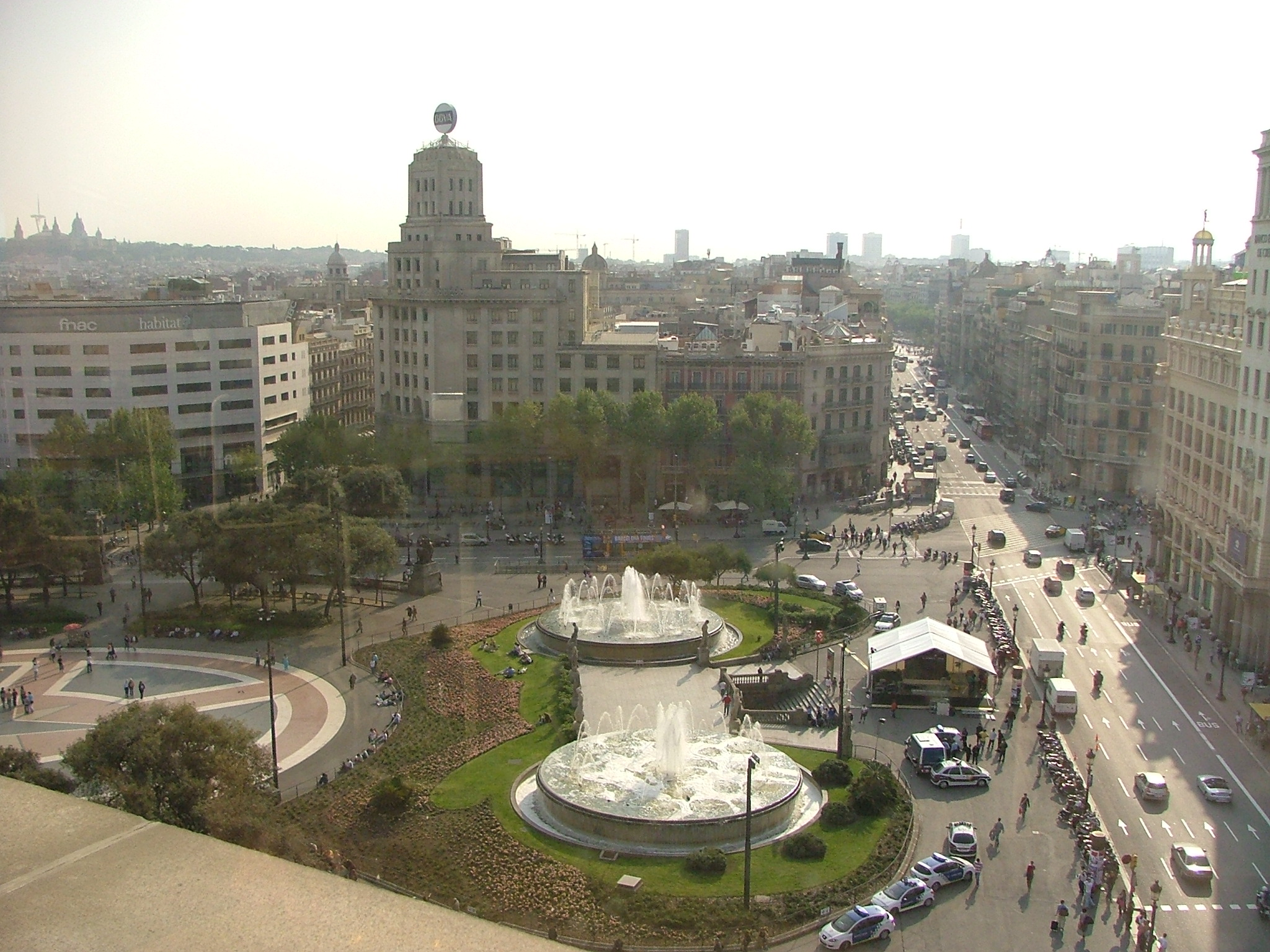
Площа Каталонії (Пласа Каталунья)

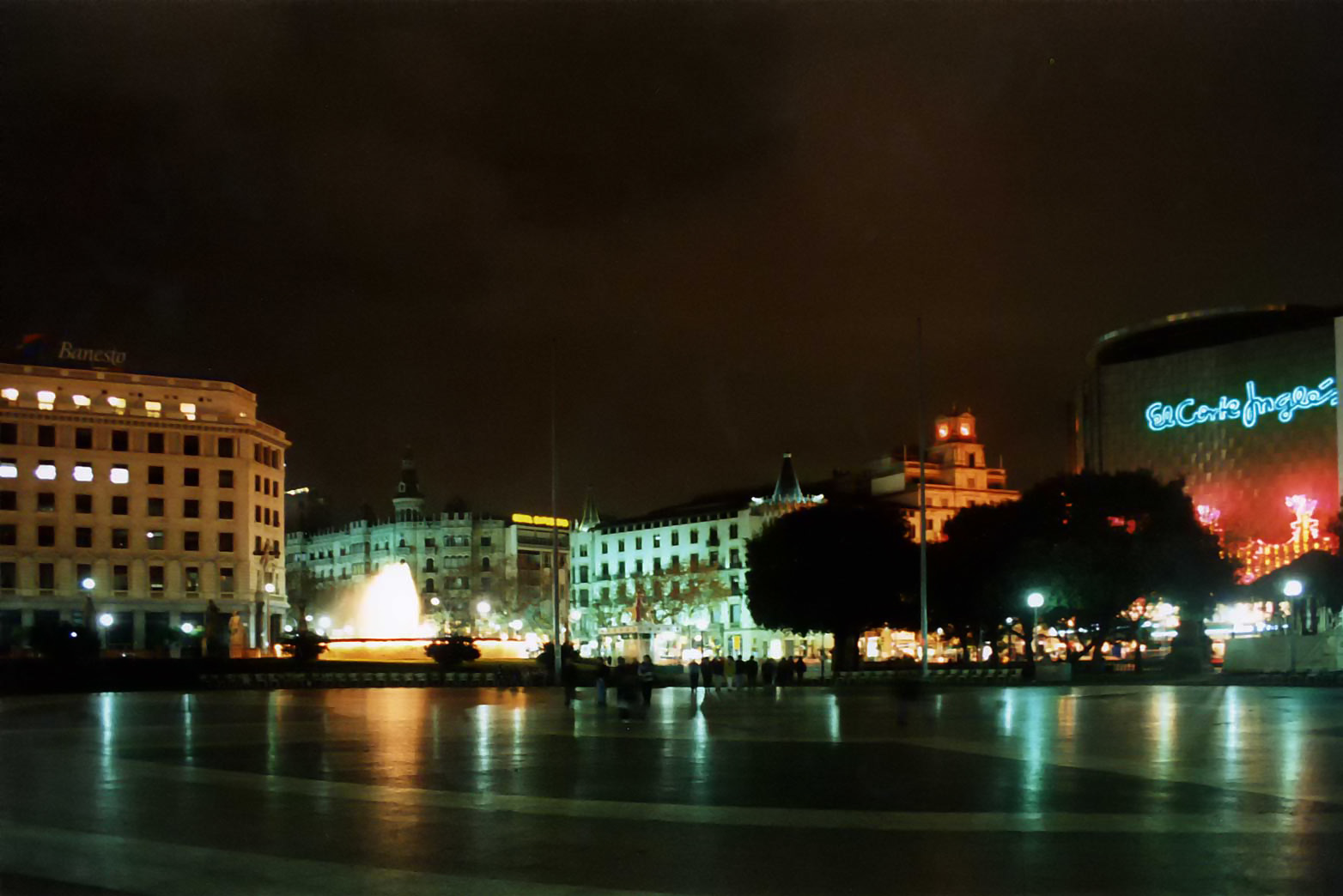
Площа Каталонії вночі

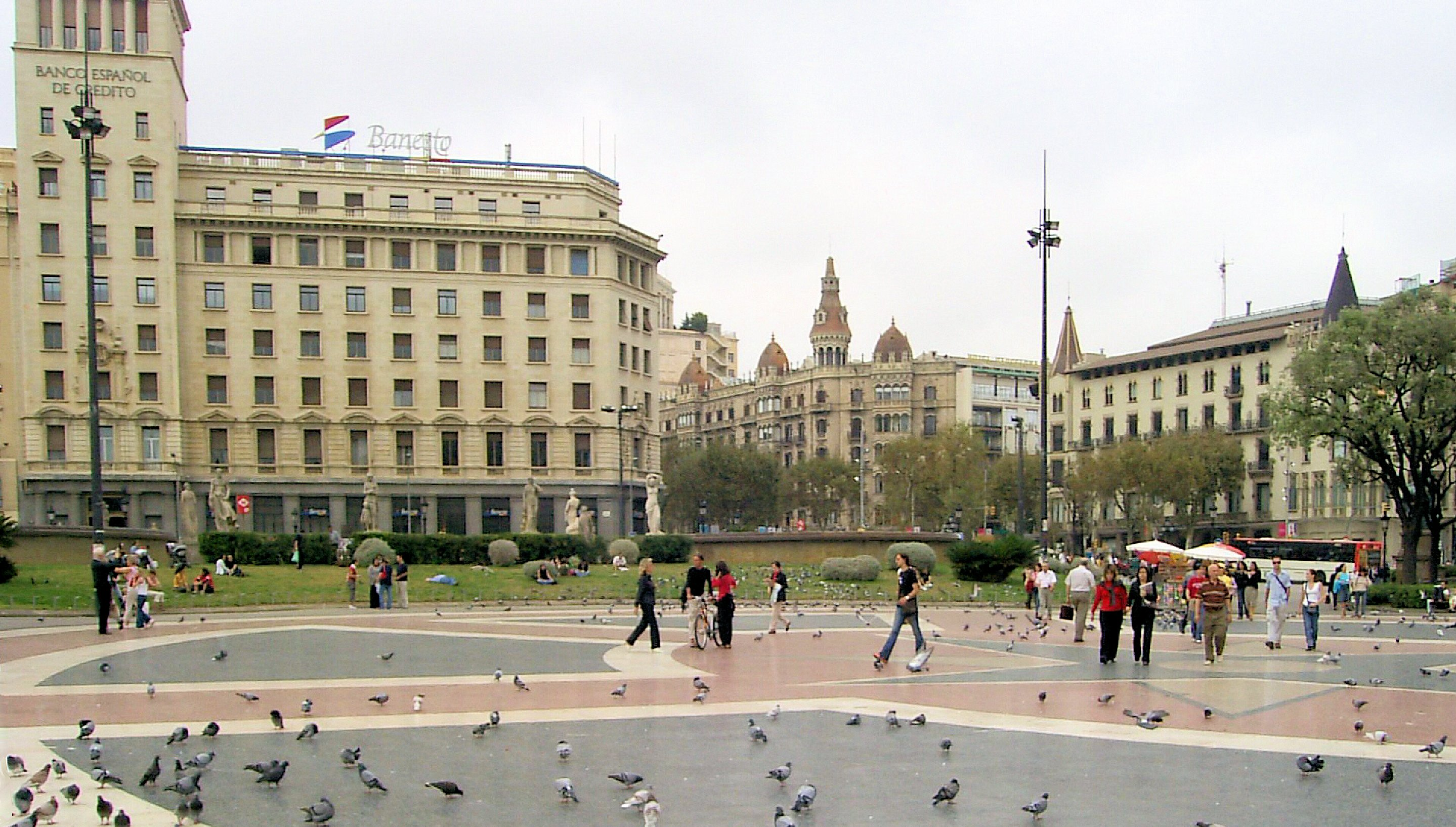
Площа Каталонії

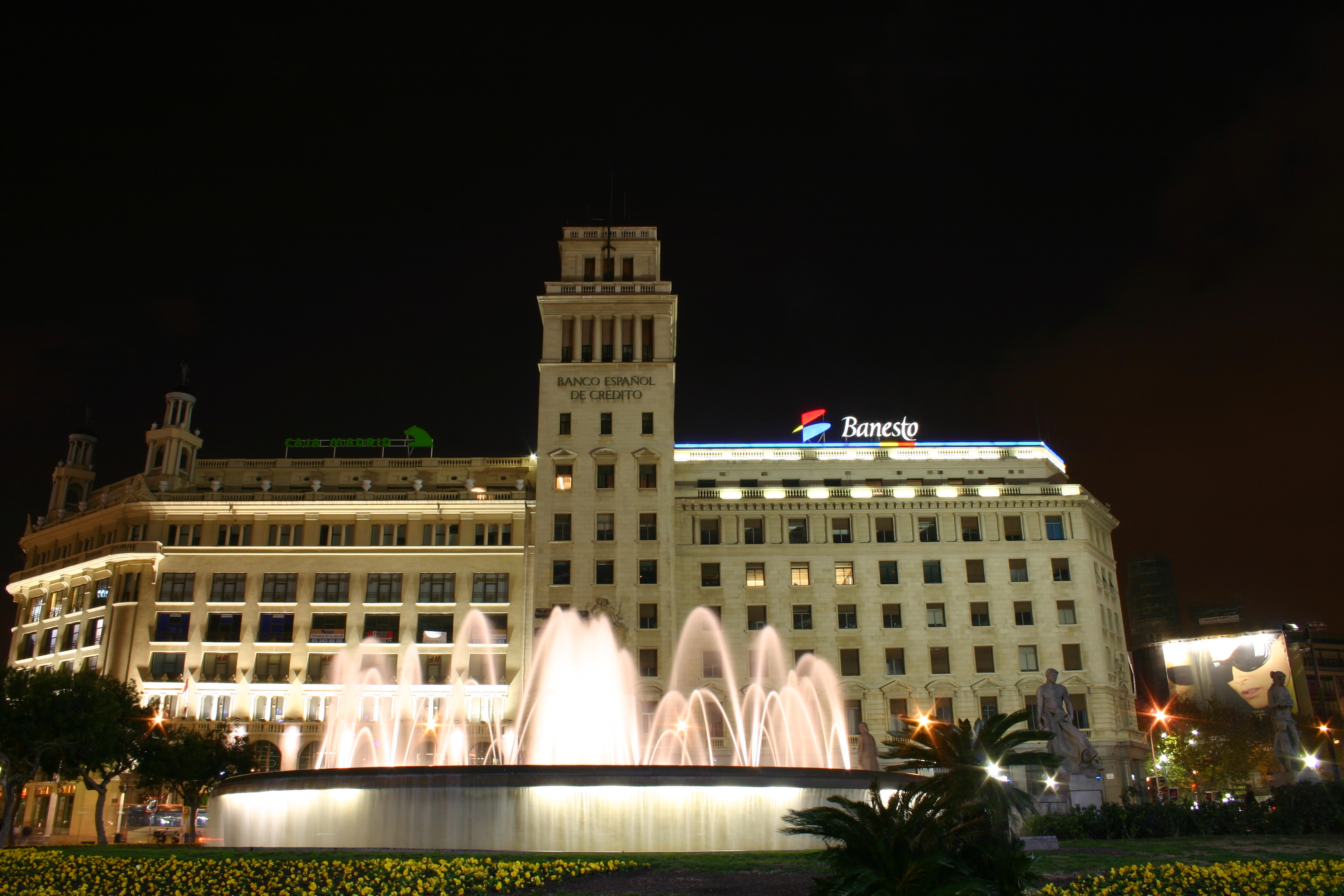
Фонтан

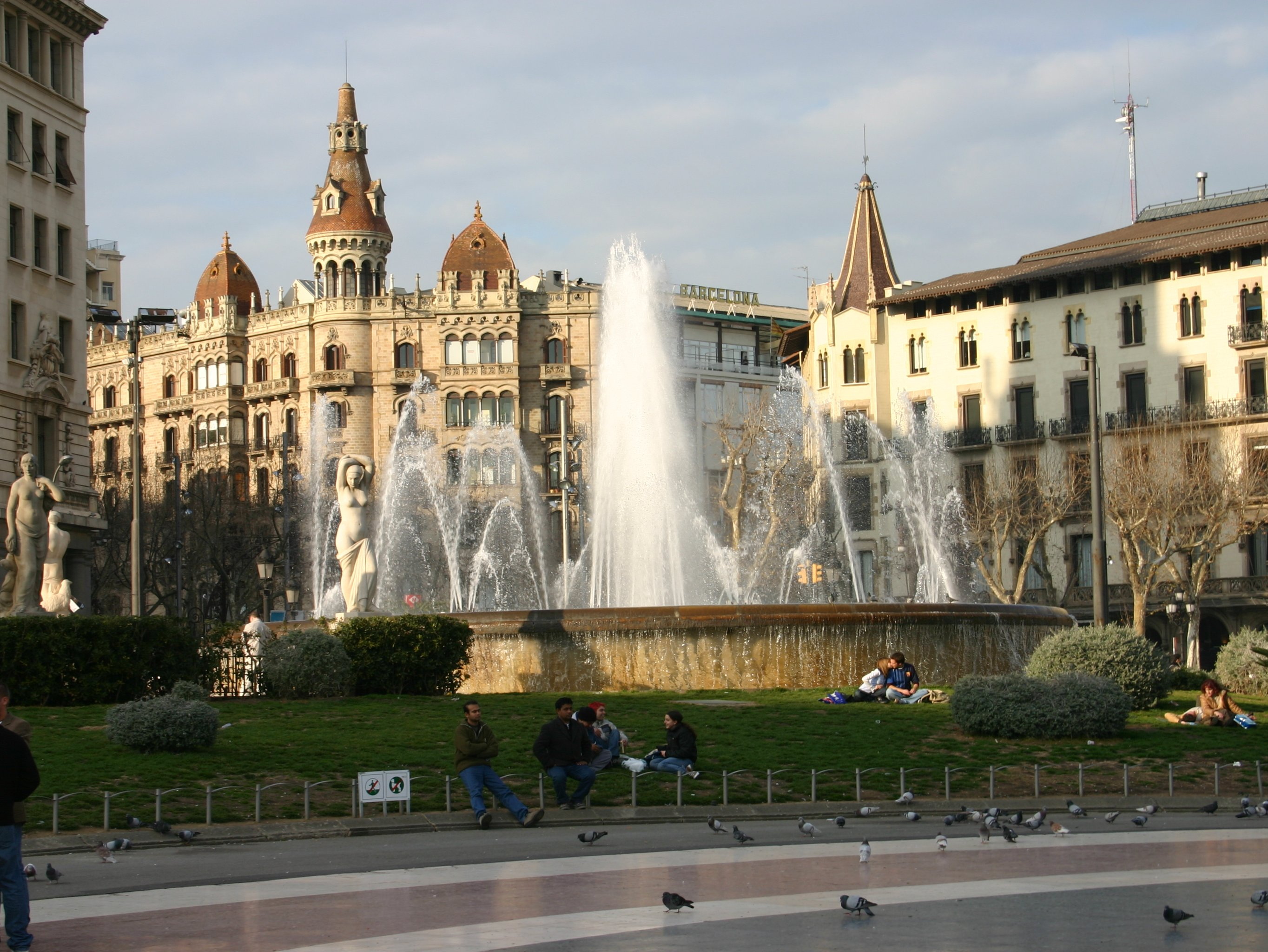
На розі Площі Каталонії та проїзду Ґрасія

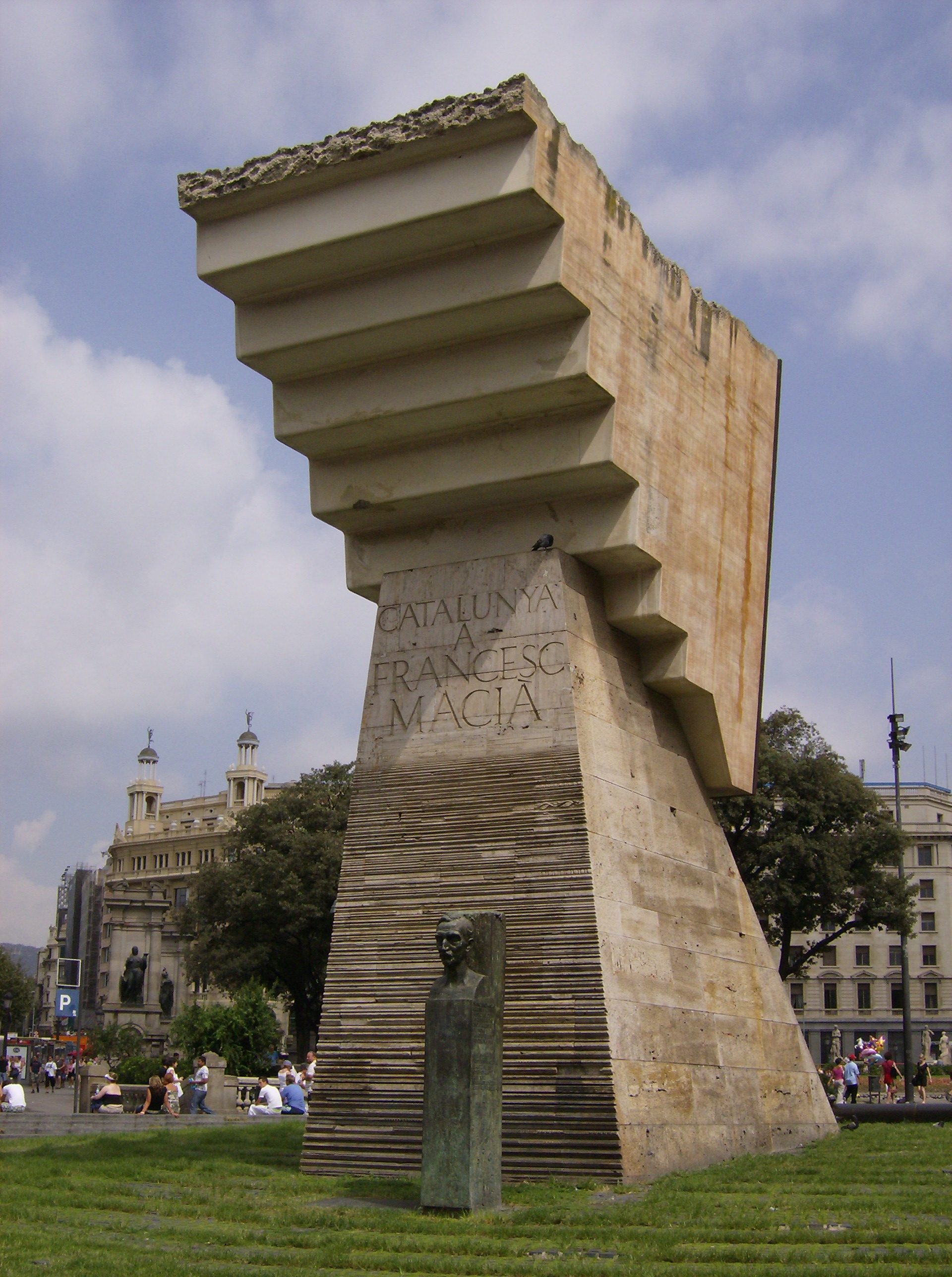
Пам'ятник Франсескові Масії

Пло́ща Катало́нії (Пла́са да Каталу́нья або Пла́са Каталу́нья, кат. Plaça de Catalunya) — центральна площа каталонської столиці, одна з найбільших площ Барселони. Займає площу бл. 5 га, об'єднує Готичний квартал, центральну частину міста та квартал Ашямпла. З площі розгортається вид на Ла Рамблу, проїзд Ґрасія, вул. Ла Рамбла да Каталунья, Університетське перехрестя (кат. La ronda de la Universitat) та перехрестя Св. Петра (кат. La ronda de Sant Pere), вул. Палай (кат. Carrer Pelai) та проспект Пуртал да л'Анжал (кат. Avinguda del Portal de l'Àngel).

## Історія
Після того, як середньовічні вали, які оточували Барселону, були розкопані у XIX ст., було представлено кілька проектів облаштування вільного місця. Офіційний дозвіл було отримано після 1888 — року, коли у Барселоні було проведено Всесвітню виставку. Перед цим місце площі використовувалося для ринкової торгівлі. Існувало кілька планів упорядкування площі: за планом архітектора Ілдафонса Садри (кат. Ildefons Cerdà) на місці сьогоднішньої Площі Каталонії мала бути міська забудова — продовження Готичного кварталу. За планом архітектора Рубіри (кат. Rovira), що був схвалений у 1859, було вирішено побудувати саме площу.
У 1889 конкурс на забудову площі виграно архітектором Пером Фалкесом. У 1892 місцевість було очищено від тимчасових забудов.
Упорядкування площі було здійснено у 1902, перепланування у 1929 з нагоди Всесвітньої виставки 1929. Це перепланування містило в собі побудову лінії метро та було здійснене за планом архітекторів Франсеска Набота (кат. Francesc Nebot) та Жуакіма Лянсо (кат. Joaquim Llansó).
На площі розміщено скульптурні композиції «Богиня» (кат. Deessa) Жузепа Клари (кат. Josep Clarà), «Пастор» (кат. Pastor) Пау Ґарґальо (кат. Pau Gargallo), пам'ятник Франсескові Масії Жузепа Субіракса (1991) тощо. Підземні торговельні галереї проспекту Люм (кат. Avinguda de la Llum) також вважаються витвором мистецтва.
До громадянської війни в Іспанії найвідомішими закладами на площі були кав'ярні та ресторани Ля Мезон Доре (фр. la Maison Dorée), Ель Колон (ісп. el Colón), Ла Люна (кат. la Lluna), Ал Суїс (кат. el Suís). Найвідомішим закладом Площі Каталонії зараз є «Гард Рок Кафе» за адресою Площа Каталонії, 21, 08002 Барселона.

## Громадський транспорт
Площа є однією з найбільших транспортних розв'язок Барселони.

### Метро
Поряд з площею знаходиться дві станції метро: Каталунья (кат. Catalunya) — лінії L1, L3, L6, L7 та Проїзд Ґрасія (кат. Passeig de Gràcia) - лінії L2, L3, L4.

### Автобус

#### Денні маршрути
Автобусний маршрут № 9 : Площа Каталонії — Проїзд Вільна зона (кат. Pl. Catalunya - Pg. Zona Franca) 

Автобусний маршрут № 14 : Олімпійське містечко — Проїзд Бунаноба (кат. Vil·la Olímpica - Pg. Bonanova) 

Автобусний маршрут № 16 : Уркінаона — Проїзд Мануел Жирона (кат. Urquinaona - Pg. Manuel Girona) 

Автобусний маршрут № 17 : Барсалунета — пр. Журда (кат. Barceloneta - Av. Jordà) 

Автобусний маршрут № 24 : пр. Параллел — Кармел (кат. Av. Paral·lel - Carmel) 

Автобусний маршрут № 28 : Площа Каталонії — Кармел (кат. Pl. Catalunya - Carmel) 

Автобусний маршрут № 41 : Площа Франсеск Масія — Діагунал Мар (кат. Pl. Francesc Macià - Diagonal Mar) 

Автобусний маршрут № 42 : Площа Каталонії — Санта Кулома (кат. Pl. Catalunya - Santa Coloma) 

Автобусний маршрут № 55 : Парк Монжуїк — Площа Каталонії (кат. Parc de Montjuïc - Plaça Catalana) 

Автобусний маршрут № 58 : Площа Каталонії — пр. Тібідабу (кат. Pl. Catalunya - Av. Tibidabo) 

Автобусний маршрут № 59 : Проїзд Марітім — Площа королеви Марії-Крістіни (кат. Pg. Marítim - Plaça Reina Maria Cristina) 

Автобусний маршрут № 66 : Площа Каталонії — Саррія (кат. Pl. Catalunya - Sarrià) 

Автобусний маршрут № 67 : Площа Каталонії — Курнеля (кат. Pl. Catalunya - Cornellà) 

Автобусний маршрут № 68 : Площа Каталонії — Курнеля (кат. Pl. Catalunya - Cornellà) 

Автобусний маршрут № 141 : пр. Містрал — квартал Базос (кат. Av. Mistral - Barri del Besòs)
Аеробус до летовища Барселони Аерупор дал Прат (кат. Aeroport del Prat).

#### Нічні маршрути
Автобусні маршрути, які функціонують уночі, називаються Нітбус (кат. Nitbus), більшість з цих маршрутів проходять через Площу Каталонії.
Автобусний маршрут № N1 : Вільна зона — Площа Каталонії — Рукетас (кат. Zona Franca (Mercabarna) - Pl. Catalunya - Roquetes (Aiguablava))

Автобусний маршрут № N2 : пр. Каррілет — Площа Каталонії — Бадалона (Мунтігала) (кат. Av. Carrilet - Pl. Catalunya - Badalona (Montigalà)) 

Автобусний маршрут № N3 : Кольблан — Мунказа і Решяк (кат. Collblanc - Montcada i Reixac) 

Автобусний маршрут № N4 : віа Фабенсія — Ґран Біста (кат. Via Favència - Pl. Catalunya - Gran Vista)

Автобусний маршрут № N5 : Площа Каталонії — Ґран Біста (кат. Pl. Catalunya - Gran Vista) 

Автобусний маршрут № N6 : Барселона (Рукетас) — Санта Кулома (Уліберас) (кат. Barcelona (Roquetes) - Santa Coloma (Oliveres)) 

Автобусний маршрут № N7 : Площа Падралбас — Площа Льєбан (Форум) (кат. Pl. Pedralbes - Pl. Llevant (Fòrum)) 

Автобусний маршрут № N8 : Кан Каральєу — Санта Кулома (Кан Франкеза) (кат. Can Caralleu - Santa Coloma (Can Franquesa)) 

Автобусний маршрут № N9 : Площа Пуртал да ла Пау — Тіана (кат. Pl. Portal de la Pau - Tiana (Edith Llaurador)) 

Автобусний маршрут № N11 : Барселона (Площа Каталонія) — Кан Руті (кат. Barcelona (Pl. Catalunya) - H. Can Ruti)

#### Екскурсії
Tombbus T1 та Tombbus T2.

## Фото

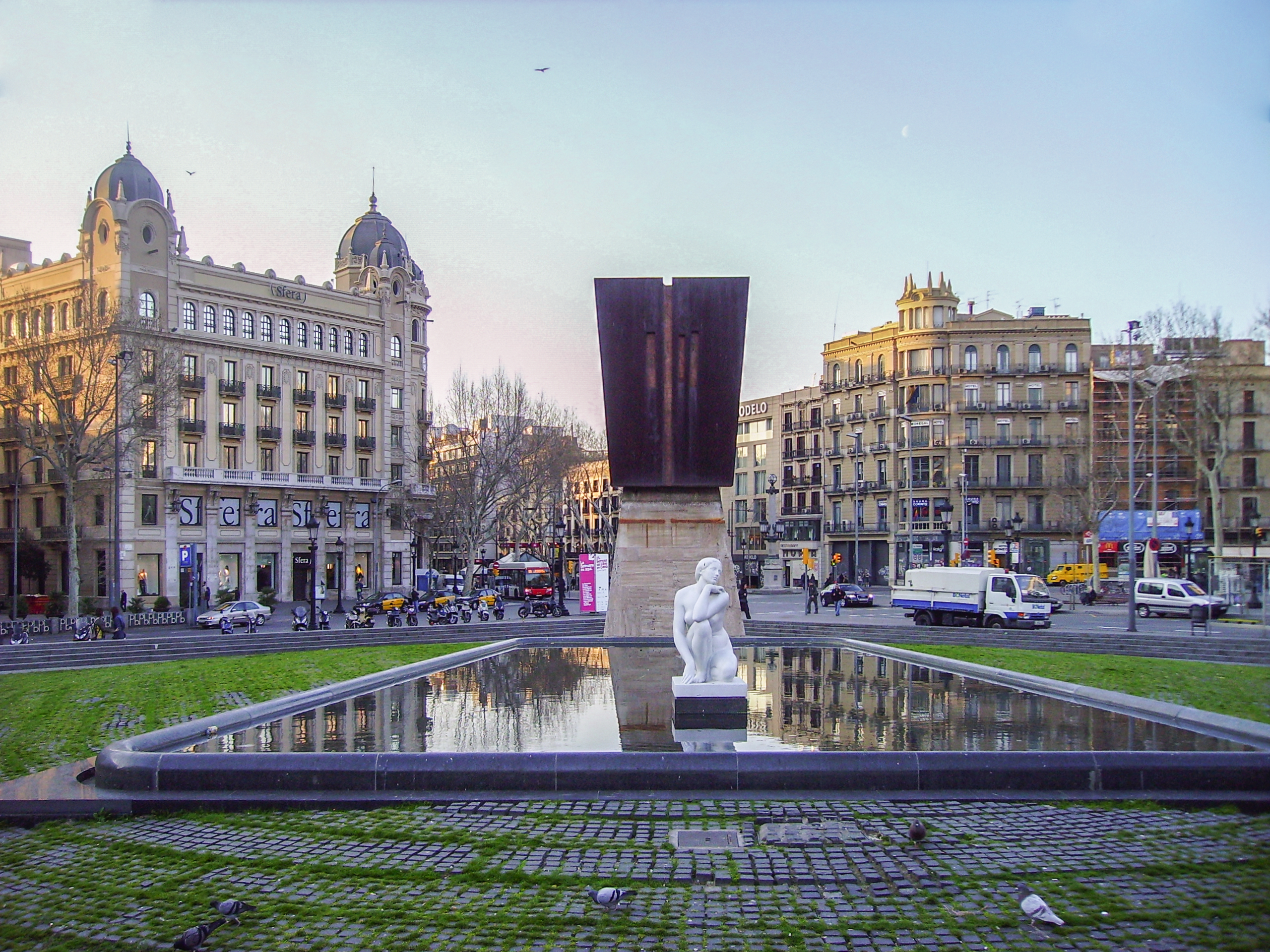
Скульптура «Богиня» Жузепа Клари та пам’ятник Масії Субіракса
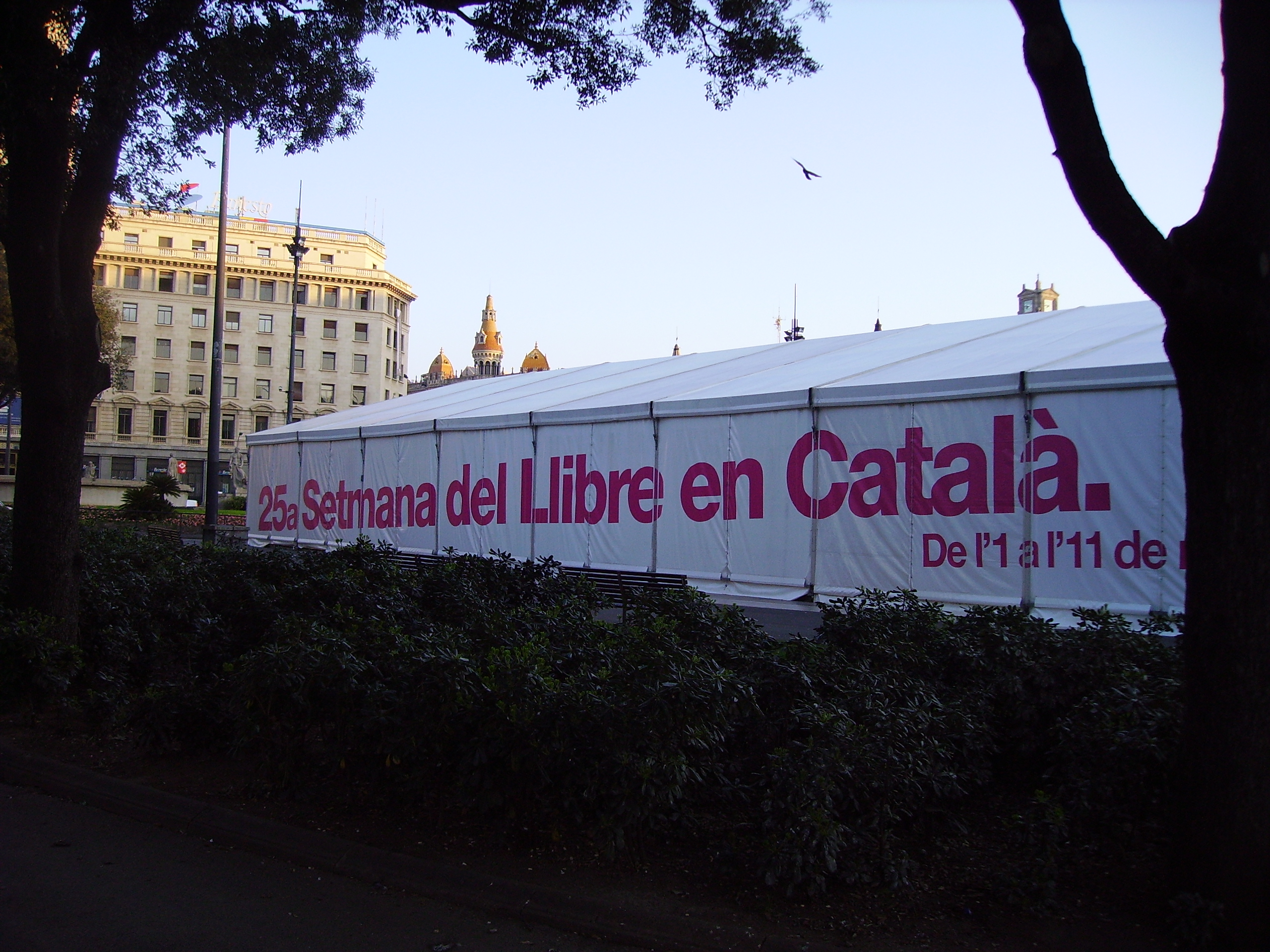
Павільйон Тижня каталаномовної книги, розташований на Площі Каталонії
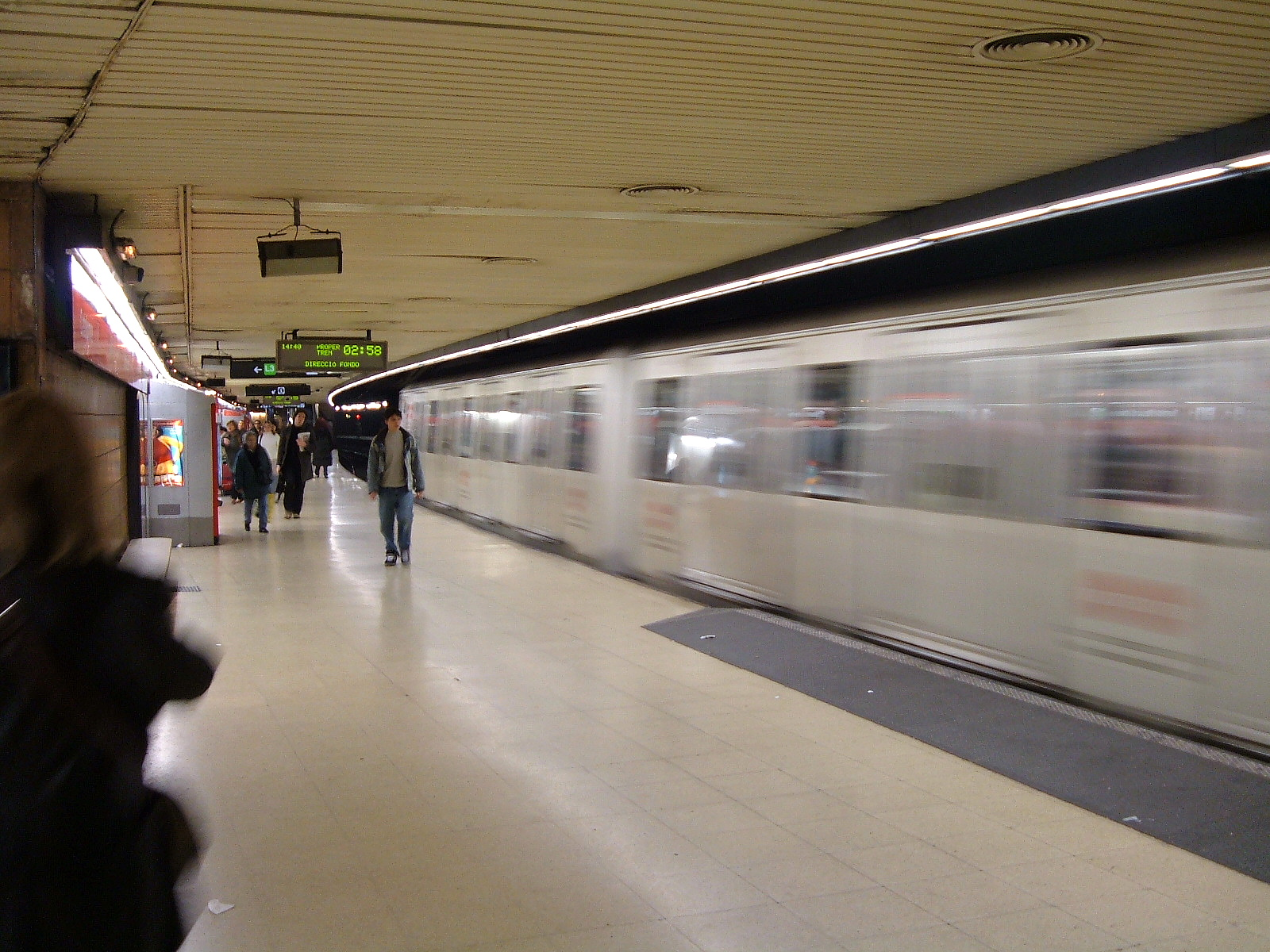
Світлина станції метро «Площа Каталонії», лінія L1